# Alfabet bośniacki (arabski)
Arebica ('عَرَبٖٮڄا') – odmiana alfabetu arabskiego stosowana do zapisu języka bośniackiego. Powstała na skutek islamizacji Bośni pod panowaniem osmańskim. Większość tekstów pisanych nią mają charakter religijny a powstały między XVI i XIX stuleciem. Obecnie jest praktycznie nieużywana.

## Powstanie
Arebica opiera się na odmianie pisma arabskiego używanym w Imperium Osmańskim z dodatkiem znaków odpowiedników c, lj i nj. Wprowadzono także litery, oznaczające samogłoski, podobnie, jak w arabskim alfabecie kurdyjskim, co czyni z arebicy prawdziwy alfabet, w odróżnieniu od alfabetów arabskiego i perskiego, które są abdżadami.
Arebicy używali bośniaccy muzułmanie w Bośni Środkowej w czasie rządów Imperium Osmańskiego, co przetrwało także w czasie rządów Austro-Węgier. W tamtym okresie ubiegano się o status na równi z łacinką i cyrylicą dla arebicy, ale bezskutecznie. Jednakże używanie tego pisma było sporadyczne nawet później.
Ostateczną wersję arebicy opracował Mehmed Džemaludin Čaušević pod koniec XIX wieku. Określa się ją także reformirana arabica, mektebica lub matufovača.

## Współczesne użycie
Najnowszym dziełem literackim od 1941 r. opublikowanym w arebicy jest komiks "Hadži Šefko i Hadži Mefko" autorstwa Amira el Zubiego i Melihy Čikak el Zubiego wydany w 2005 r., aczkolwiek dokonano w nim drobnych zmian ortograficznych.
Pierwszą książką z numerem ISBN w arebicy była "Epohe fonetske misli kod Arapa i arebica", wydana w kwietniu 2013 r. w Belgradzie. Autorem jest mgr inż. Aldin Mustafić. Jest też podręcznikiem dla szkolnictwa wyższego.

## Alfabet
| Łacinka | Cyrylica | Arebica           | Arebica           | Arebica           | Arebica     |
| Łacinka | Cyrylica | Forma kontekstowa | Forma kontekstowa | Forma kontekstowa | Odizolowana |
| Łacinka | Cyrylica | Końcowa           | Środkowa          | Początkowa        | Odizolowana |
| ------- | -------- | ----------------- | ----------------- | ----------------- | ----------- |
| A a     | А а      | ـآ                | ـآ                | آ                 | آ           |
| B b     | Б б      | ـب                | ـبـ               | بـ                | ب           |
| C c     | Ц ц      | ـڄ                | ـڄـ               | ڄـ                | ڄ           |
| Č č     | Ч ч      | ـچ                | ـچـ               | چـ                | چ           |
| Ć ć     | Ћ ћ      |                   |                   |                   |             |
| D d     | Д д      | ـد                | ـد                | د                 | د           |
| Dž dž   | Џ џ      | ـج                | ـجـ               | جـ                | ج           |
| Đ đ     | Ђ ђ      |                   |                   |                   |             |
| E e     | Е е      | ـە                | ـە                | ە                 | ە           |
| F f     | Ф ф      | ـف                | ـفـ               | فـ                | ف           |
| G g     | Г г      | ـغ                | ـغـ               | غـ                | غ           |
| H h     | Х х      | ـح                | ـحـ               | حـ                | ح           |
| I i     | И и      | ـاى ـى            | ـاٮـ ـىـ          | اٮـ ٮـ            | اى ى        |
| J j     | Ј ј      | ـي                | ـيـ               | يـ                | ي           |
| K k     | К к      | ـق                | ـقـ               | قـ                | ق           |
| L l     | Л л      | ـل                | ـلـ               | لـ                | ل           |
| Lj lj   | Љ љ      | ـڵ                | ـڵـ               | ڵـ                | ڵ           |
| M m     | М м      | ـم                | ـمـ               | مـ                | م           |
| N n     | Н н      | ـن                | ـنـ               | نـ                | ن           |
| Nj nj   | Њ њ      | ـںٛ                | ـٮٛـ               | ٮٛـ                | ںٛ           |
| O o     | О о      | ـۉ                | ـۉ                | ۉ                 | ۉ           |
| P p     | П п      | ـپ                | ـپـ               | پـ                | پ           |
| R r     | Р р      | ـر                | ـر                | ر                 | ر           |
| S s     | С с      | ـس                | ـسـ               | سـ                | س           |
| Š š     | Ш ш      | ـش                | ـشـ               | شـ                | ش           |
| T t     | Т т      | ـت                | ـتـ               | تـ                | ت           |
| U u     | У у      | ـۆ                | ـۆ                | ۆ                 | ۆ           |
| V v     | В в      | ـو                | ـو                | و                 | و           |
| Z z     | З з      | ـز                | ـز                | ز                 | ز           |
| Ž ž     | Ж ж      | ـژ                | ـژ                | ژ                 | ژ           |

Znak diakrytyczny pod ا pojawia się na literze poprzedzającej ى.

### Ligatury
Jak w standardowym alfabecie arabskim, gdy ا łączy się z ل lub ڵ, używana jest specjalna ligatura.
| Łacinka | Cyrylica | Arebica           | Arebica           | Arebica           | Arebica     |
| Łacinka | Cyrylica | Forma kontekstowa | Forma kontekstowa | Forma kontekstowa | Odizolowana |
| Łacinka | Cyrylica | Końcowa           | Środkowa          | Początkowa        | Odizolowana |
| ------- | -------- | ----------------- | ----------------- | ----------------- | ----------- |
| la      | ла       | ـلا               | ـلا               | لا                | لا          |
| lja     | ља       | ـڵا               | ـڵا               | ڵا                | ڵا          |

Przed standaryzacją, arebica najczęściej wzorowała się na konwencjach osmańskich i wykazywała podobieństwo, do współczesnych konwencji aljamiado przyjętych dla języka albańskiego i greckiego. Wtedy samogłoski często pisano przy użyciu matres lectiones [en], z wyjątkiem e, która była obecna tylko na końcu wyrazów w postaci ە. Samogłosek o i u nie rozróżniano. Spółgłoski nj, lj i c nie były rozróżniane od n, l, i č, zapisując się odpowiednio jako ن ,ل i چ. Palatalne spółgłoski frykatywne ć i đ zazwyczaj zapisywało się jako ك, z uwagi na brak szerokiego przyjęcia perskiego znaku گ, podczas gdy spółgłoskom welarnym k i g odpowiadały ق i غ.

### Przykładowe teksty

#### Powszechna deklaracja praw człowieka, Artykuł 1
| Arebica:  | سوا ڵۆدسقا بٖٮڃا راݗايۆ سە سلۉبۉدنا وٖ يەدناقا ۆ دۉستۉيانستوۆ وٖ پراوٮما. ۉنا سۆ ۉبدارەنا رازۆمۉم وٖ سوۀشڃۆ وٖ ترەبا دا يەدنۉ پرەما درۆغۉمە پۉستۆپايۆ ۆ دۆحۆ براتستوا.          |
| Łacinka:  | Sva ljudska bića rađaju se slobodna i jednaka u dostojanstvu i pravima. Ona su obdarena razumom i sviješću i treba da jedno prema drugome postupaju u duhu bratstva.       |
| Cyrylica: | Сва људска бића рађају се слободна и једнака у достојанству и правима. Она су обдарена разумом и свијешћу и треба да једно према другоме поступају у духу братства.        |
| Polski:   | Wszyscy ludzie rodzą się wolni i równi pod względem swej godności i swych praw. Są oni obdarzeni rozumem i sumieniem i powinni postępować wobec innych w duchu braterstwa. |

#### Teheran
| Arebica:  | تەهەران يە غلاونی ای نايوەڃی غراد ایرانا، سيەدیشتە تەهەرانسقە پۉقرايینە ای يەدان ۉد نايوەڃیح غرادۉوا سویيەتا. |
| Łacinka:  | Teheran je glavni i najveći grad Irana, sjedište Teheranske pokrajine i jedan od najvećih gradova svijeta     |
| Cyrylica: | Техеран је главни и највећи град Ирана, сједиште Техеранске покрајине и један од највећих градова свијета.    |
| Polski:   | Teheran to główne i największe miasto Iranu, stolica prowincji Teheranu i jedno z największych miast świata.  |